# Estanys de Tristaina
Jezera Tristaina (kat. Estanys de Tristaina) su skupina jezera u Kneževini Andori, smještena u cirku Tristaina, u župi Ordino, na nadmorskoj visini od približno 2306 metara.

## Opis
Kompleks se sastoji od tri jezera:
- Estany Primer, koji se nalazi na 2249 m/nm i sa 2 ha površine.
- Estany del Mig, nalazi se na 2298m/nm i površine 3,4 ha.
- Estany de Més Amunt, nalazi se na m/nm i površine 12 ha.[2]

- Estany Primer
- Estany del Mig
- Estany de Més Amunt

Izlet na jezera Tristaina jedan je od najpopularnijih u Andori.

## Vanjske poveznice
|  | Zajednički poslužitelj ima još gradiva o temi Estanys de Tristaina |